# 牧島如鳩
牧島 如鳩（まきしま にょきゅう、明治25年（1892年）6月25日 - 昭和50年1975年）12月31日）は、栃木県出身の画家で、日本ハリストス正教会の自給伝道者。本名は省三（せいぞう）、聖名はパウェル・ペートロイチ。若いころの号は朝陽、1926年（昭和元年）頃から如鳩、1962年（昭和37年）からは如九と名乗った。伝道の傍らイコンも手がける一方、観音や達磨など仏画や日本の八百万神のみならず、両者を習合した仏耶一如とも言える独特の絵を描いた。

## 略歴
1892年、栃木県梁田郡御厨村字上渋垂（現在の足利市上渋垂町）に、南画家で正教徒の牧島百祿の長男として生まれる。百祿は地元の日本画家・田崎草雲の弟子でもあった。子供はみな幼児洗礼を受け、如鳩はパウェル・ペートロイチと名付けられた。「ペートロイチ」はペートルの息子という意味だが、これは父の洗礼名がペートルだったことによる。如鳩には姉が3人いて、長女・愛は如鳩と16歳も離れ既に婿養子を迎えており、牧島家の跡取りはそちらに決まっていた。そのため如鳩は外に出され、1908年（明治41年）神田のニコライ神学校に入学、山下りんからイコンを習ったとされる。如鳩は後年りんについてあまり話さなかったというが、りんから「パーちゃん」と呼ばれよくお使いを頼まれたという。ハリストス正教会ではイコン以外の絵を描く事も許していたといい、如鳩は仏画を描いた収入の一部を教会に納めていた。
1914年、神学校卒業、長野県の長野聖救主教会に副伝道者として赴任。この頃、河野次郎・通勢親子と出会ったと推測される。1916年、福島県白河などに赴任。1919年、語学力を買われ、日本のシベリア出兵に通訳・調査団員として従軍させられる。これは、2年前のロシア革命によってロシア本山からの送金が途絶え、日本に経済基盤を殆どもたない日本正教会は厳しい財政難に陥ったことによる。1920年、ニコライ堂で日曜学校教師となる。1927年、第5回春陽会展に「日曜日の礼拝」を出品する。この頃妻が結核に罹り、治療のため伊東市に移住。1929年頃、足利の実家に戻る。同年、河野通勢、水上民平、高須光治ら16名と九如会を結成（同会は5年継続、ただし詳細不明）。1931年、御厨教会（実家）に勤務。1932年、東京本郷の願行寺で中川宋淵と知り合う。1945年（昭和20年）ころ、ソ連軍の暗号解読のため軍に徴用される。如鳩は戦時下のニコライ堂の留守を守っていた1人だったが、東京大空襲で近隣の人々が空襲による遺体の収容所として堂を開放せよと押しかける。如鳩らの判断で堂は開放されると、たちまち遺体で溢れた。
1946年から弟子のいる小名浜に移り、1952年（昭和27年）まで滞在。この小名浜時代に如鳩の絵はイコンと仏画を融合した独自のものになり、代表作が幾つも生まれている。1969年、願行寺に庵を建てて大光庵と名付け移住。1971年、中川宋淵のアメリカ布教に同行。1975年12月31日、心不全で本郷慈愛病院で死去。墓所は伊東市長光寺。
作品数は遺族によると、日本画・油彩画ともに1000点を超えるという。所蔵先も教会、寺院、神社など様々である。日本画、油彩双方に通じ、紙本や絹本に油彩を施し、軸装や襖仕立てにしたものも珍しくない。技法や絵の内容から一見明治時代の歴史画のようにも見えるが、如鳩自身の信仰心もあり高い宗教性を獲得している。イコンは無署名が原則であるが、如鳩の作品にはサインがされることが多く、イコン画家であるとともに世俗の画家として意識があったことをうかがわせる。弟子は多いときで12,3人いたが、月謝を取らず、説法はしたが入信を強要することはなかったという。代表的な弟子に長谷川沼田居がいる。

## 代表作
| 作品名                 | 技法           | 形状・員数 | 寸法（縦x横cm） | 所有者                     | 年代                                                  | 款記・印章                                                          | 備考 |
| ---------------------- | -------------- | ---------- | --------------- | -------------------------- | ----------------------------------------------------- | ------------------------------------------------------------------- | --- |
| 主の顕栄               | 油彩キャンバス | 1面        | 110.0x66.0      | 1921年（大正10年）以前     |                                                       |                                                                     | |
| 松図                   | 紙本墨画       | 六曲一隻   | 168.0x378.5     | 金王八幡宮                 | 1929年（昭和4年）12月                                 | 右下に「昭和四年拾弐月大吉 如鳩筆」                                 | |
| 涅槃図                 | 油彩キャンバス |            | 150号           | 朝光寺（伊東市）           | 1942年（昭和17年）頃                                  |                                                                     | 1928年（昭和3年）に亡くなった妻のため10年以上を費やし、妻の菩提寺に納めた。 |
| 釈迦誕生図             | 油彩キャンバス | 1面        | 178.0x222.8     | 願行寺                     | 昭和20年～35年                                        |                                                                     | 戦時下のニコライ堂で「平和祈願を込めて」描き始め翌年一応完成するも、その後も手を入れ続けた作品。顔のモデルは中川宋淵とされる。第31回第一美術展出品。 |
| 千手観音               | 油彩キャンバス | 1面        | 120号           | 地福院（いわき市）         | 1948年（昭和23年）                                    |                                                                     | |
| 龍ヶ澤大辯才天像       | 油彩キャンバス | 1面        | 97.0x132.5      | 個人（足利市立美術館寄託） | 1951年（昭和26年）3月                                 |                                                                     | いわき市にある龍ヶ澤大辯才天社の御神体として描かれた。 |
| 魚籃観音               | 油彩キャンバス | 1面        | 136.8x205.5     | 足利市民文化財団           | 1952年（昭和27年）12月                                |                                                                     | かつて不漁の続いた小名浜港の漁業組合から大漁を祈願して依頼され、息子の純と共同で制作した作品。絵が完成した際には、トラックの荷台に載せられ町を練り歩いた。その想いが通じたのか、以後魚が取れるようになったという。1999年の展覧会で借用を申し出ると、当時の漁業組合長から真顔で「不漁になるからだめ」と断れたという。2010年に組合が倒産し足利市民文化財団が買い取ったため、東日本大地震でも被害を免れた。 |
| 観音像                 | 油彩キャンバス |            |                 | 安立寺（いわき市）         | 1950年代はじめ                                        |                                                                     | |
| 如意輪観音             | 油彩キャンバス |            |                 | 徳蔵院（いわき市）         | 1950年代はじめ                                        |                                                                     | |
| 住吉三神図             | 油彩キャンバス | 1面        | 50.0x115.0      | 住吉神社（いわき市）       | 1957（昭和32年）2月                                   | 右下に「昭和丗二年旧正月吉 磐城小名浜 於草野道平氏宅 如鳩牧島謹写」 | |
| 十字架途上の祝福       | 油彩キャンバス | 1面        | 117.0x91.0      | 足利ハリストス正教会       | 1957年（昭和32年）                                    |                                                                     | 第28回第一美術協会出品 |
| 山川草木               | 油彩キャンバス | 1面        | 88.0x145.0      | 学校法人 電波学園          | 1958年（昭和33年）                                    |                                                                     | |
| 一人だに亡ぶるを許さず | 油彩キャンバス | 1面        | 150号           | ソ連レニングラード正教     | 1959年（昭和34年）                                    |                                                                     | 第30回第一美術協会展出品 |
| 金棺出現               | 油彩キャンバス | 1面        | 130.3x162.2     | 教安寺（川崎市）           | 1961年（昭和36年）                                    |                                                                     | |
| 観音来迎               | 油彩キャンバス | 左右2面    | 各69.8x339.8    | 教安寺（川崎市）           | 1961年（昭和36年）                                    |                                                                     | |
| 誕生                   | 油彩キャンバス | 1面        | 130.0x225.0     | 祐天寺                     | 1961年（昭和36年）                                    |                                                                     | |
| 極楽鳥                 | 絹本油彩       | 衝立1面    | 152.0x111.8     | 願行寺                     | 昭和30年代後半                                        |                                                                     | 裏面は「ぶっぽうそう」 |
| 観音来迎図             | 油彩キャンバス | 1面        | 227.5x182.5     | 願行寺                     | 昭和30年代後半                                        |                                                                     | |
| 恵（めぐみ）           | 油彩キャンバス | 1面        | 193.4x130.1     | 足利市立美術館             | 1966年（昭和41年）                                    |                                                                     | 第39回第一美術協会展出品 |
| 祖師西来               | 油彩キャンバス | 1面        | 161.0x94.5      | 足利市立美術館             | 1968年（昭和43年）                                    |                                                                     | 第39回第一美術協会展出品 |
| 極楽・地獄図           | 紙本墨画淡彩   | 六曲一隻   | 178.3x346.8     | 願行寺                     | 極楽図・1972年（昭和47年）/地獄図・1972年（昭和47年） |                                                                     | |